# Alekséi Kudrin
Alekséi Leonídovich Kudrin (en ruso: Алексей Леонидович Кудрин; nacido el 12 de octubre de 1960) es un estadista ruso, y actualmente ministro de finanzas. Se mantienen en este cargo desde el 18 de mayo de 2000.
Realizó sus estudios en la Universidad de Leningrado, graduándose en esta institución en el año 1983. Trabajó en la oficina del alcalde de San Petersburgo desde 1990 hasta 1996, donde conoció al futuro presidente de Rusia, Vladímir Putin.
Kudrin es uno de los tres "Reformadores Liberales" en el gabinete del Presidente Vladímir Putin. Los otros dos son Mijaíl Zurábov y German Gref, los ministros de Salud y Desarrollo Social, y de Economía y Comercio, respectivamente. No se cree que Kudrin tenga una gran influencia sobre las decisiones políticas de Putin.
Kudrin, Gref, y Zurábov fueron duramente criticados a principios de 2005 por las reformas económicas que intentaron implementar. Muchas de estas reformas estaban relacionados con el reemplazo de servicios gratuitos, tales como la salud y el transporte, por servicios pagos. Este reemplazo enardeció a muchos, ya que los costos del transporte están aumentando.
Las protestas tuvieron lugar en todo Rusia, pero ni la administración ni el estado respondieron estas protestas de una manera substancial. El presidente reprimió a Kudrin en la televisión nacional y unos pocos miembros del estado hicieron una huelga de hambre por un corto período. 
A principios de febrero, el estado pidió un voto de no confianza, contra el gabinete de Mijaíl Fradkov, pero falló. Algunos analistas vieron al asunto como un intento de desacreditar o tal vez deshacerse de uno de los tres hombres por parte de los otros miembros del gabinete. Sin embargo, esto nunca ha sido probado y Kudrin, Gref, y Zurábov se mantuvieron en sus cargos.